# والنتی کویسکو
والنتی کویسکو (استونیایی: Valentin Klõšeiko; ۲ دسامبر ۱۹۰۹ – ۲۰ اوت ۱۹۸۷) بازیکن بسکتبال اهل استونی بود.